# Álmos
Almo (em latim: Almus; em húngaro: Álmos/Almos) ou Almutzes (em grego medieval: Ἀλμούτζης; romaniz.: Almútzes; c. 820-c. 895) foi - segundo o relato uniforme nas crônicas húngara - o primeiro chefe da "federação" de tribos húngaras de cerca de 850. Se era o governante sagrado (kende) dos húngaros ou seu líder militar (gilas) é algo que ainda está sujeito a debate acadêmico. Aparentemente aceitou a soberania dos cazares na primeira década do seu reinado, mas os húngaros atuaram independentemente deles em torno de 860. A Crônica Iluminada do século XIV narra que foi assassinado na Transilvânia no início da conquista da bacia dos Cárpatos cerca de 895.